# Référendum de 1988 sur l'autodétermination de la Nouvelle-Calédonie
Le référendum du 6 novembre 1988 sur l'autodétermination de la Nouvelle-Calédonie a permis d'entériner les accords de Matignon du 26 juin 1988 et la loi référendaire qui les a suivis, qui donnaient un nouveau statut transitoire pour dix ans à cet ancien territoire français d'outre-mer en attendant la tenue d'une consultation d'autodétermination avec corps électoral limité aux résidents avant 1995. 
Ces deux textes ainsi adoptés mettaient un terme à la période dite des « événements », qui ont vu s'affronter violemment entre 1984 et 1988 partisans et opposants à l'indépendance de la Nouvelle-Calédonie pour culminer avec la prise d'otages d'Ouvéa d'avril-mai 1988. En 1998, l'accord de Nouméa repousse la date du référendum néo-calédonien entre 2014 et 2018, qui est finalement tenu en novembre 2018.

## Résultat

### Résultat national
| Choix                     | Votes      | %     |
| ------------------------- | ---------- | ----- |
| Pour                      | 9 896 498  | 79,99 |
| Contre                    | 2 474 548  | 20,01 |
|                           |            |       |
| Votes valides             | 12 371 046 | 88,18 |
| Votes blancs et invalides | 1 657 659  | 11,82 |
| Total                     | 14 028 705 | 100   |
| Abstentions               | 23 997 118 | 63,11 |
| Inscrits/Participation    | 38 025 823 | 36,89 |

Approuvez-vous le projet de loi soumis au peuple français par le président de la République et portant dispositions statutaires et préparatoires à l'autodétermination de la Nouvelle-Calédonie ?
| Oui : 9 896 498 (79,99 %) |  |  | Non : 2 474 548 (20,01 %) |
| ▲                         |  |  |                           |
| Majorité absolue          |  |  |                           |

### En Nouvelle-Calédonie
| Choix                     | Province Sud | Province Sud | Province Nord | Province Nord | Province des Îles Loyauté | Province des Îles Loyauté | Total Nouvelle-Calédonie | Total Nouvelle-Calédonie |
| Choix                     | Votes        | %            | Votes         | %             | Votes                     | %                         | Votes                    | %                        |
| ------------------------- | ------------ | ------------ | ------------- | ------------- | ------------------------- | ------------------------- | ------------------------ | ------------------------ |
| Pour                      | 14 049       | 42,81        | 10 624        | 80,99         | 4 613                     | 85,10                     | 29 286                   | 57,03                    |
| Contre                    | 18 765       | 57,19        | 2 493         | 19,01         | 808                       | 14,90                     | 22 066                   | 42,97                    |
|                           |              |              |               |               |                           |                           |                          |                          |
| Votes valides             | 32 814       | 89,30        | 13 117        | 95,58         | 5 421                     | 99,34                     | 51 352                   | 92,13                    |
| Votes blancs et invalides | 3 932        | 10,70        | 606           | 4,42          | 46                        | 0,66                      | 4 584                    | 7,87                     |
| Total                     | 36 746       | 100          | 13 723        | 100           | 5 467                     | 100                       | 55 936                   | 100                      |
| Abstentions               | 19 061       | 34,16        | 6 973         | 33,69         | 6 112                     | 53,51                     | 32 326                   | 36,63                    |
| Inscrits / Participation  | 55 807       | 65,84        | 20 696        | 66,31         | 11 579                    | 46,49                     | 88 262                   | 63,37                    |

| Oui : 29 286 (57,03 %) |  |  | Non : 22 066 (42,97 %) |
| ▲                      |  |  |                        |
| Majorité absolue       |  |  |                        |